# Phreatosaurus
Phreatosaurus es un género extinto de sinápsidos dinocéfalos que vivieron en el Pérmico medio (Wordiense o Kazaniano) de lo que ahora es Rusia.